# Цзичжоу (Тяньцзинь)
Цзичжоу (кит. упр. 蓟州, пиньинь Jìzhōu) — район города центрального подчинения Тяньцзинь (КНР). Район назван по реке Цзиюньхэ.

## География
Цзичжоу — единственная часть Тяньцзиня, на территории которой имеются горы: здесь расположены горы Паньшань.

## История
Древние названия — Учжун (кит. 无终) и Юйян (кит. упр. 渔阳, пиньинь Yúyáng).
В 1913 году был образован уезд Цзисянь (蓟县) провинции Чжили, в 1928 году переименованной в провинцию Хэбэй. В 1935 году при поддержке Японии в восточной части провинции Хэбэй было создано Антикоммунистическое автономное правительство Восточного Цзи, и эти земли вошли в его состав. 1 февраля 1938 года восточнохэбэйская автономия была поглощена другим прояпонским марионеточным режимом — Временным правительством Китайской Республики, который 30 марта 1940 года вошёл в состав созданной японцами марионеточной Китайской Республики.После Второй мировой войны над этими землями была восстановлена власть гоминьдановского правительства.
После образования КНР вошёл в состав Специального района Тунсянь (通县专区). В 1958 году Специальный район Тунсянь был расформирован, и уезд был передан сначала в состав Специального района Таншань (唐山专区), а в 1961 году — в состав Специального района Тяньцзинь (天津专区), который в 1967 году был переименован в Округ Тяньцзинь (天津地区). В 1973 году был передан в состав города центрального подчинения Тяньцзинь. В 2016 году уезд Цзисянь был преобразован в район городского подчинения Цзичжоу.

## Административное деление
Район делится на 20 посёлков, 5 волостей и 1 национальную волость.